# Michael von Matuschka
Le comte Michael von Matuschka, né le 29 septembre 1888 à Schweidnitz en province de Silésie et mort le 14 septembre 1944 à la prison de Plötzensee de Berlin, est un homme politique allemand qui participa au complot menant à l'attentat contre Hitler le 20 juillet 1944.

## Biographie
Michael von Matuschka, d'une famille catholique pieuse, suit des études de droit à Lausanne, Munich, Berlin et Breslau, où il obtient son doctorat en 1910. Il s'engage ensuite comme volontaire pour un an au 4e régiment de hussards (de) et devient ensuite fonctionnaire au ministère de l'intérieur de Prusse à Berlin, jusqu'en 1914, où il participe à la Première Guerre mondiale en tant que lieutenant de hussards. Il est gravement blessé sur le front de l'est en 1915 et fait prisonnier à Krasnoïarsk en Russie. Il parvient à s'échapper en 1918, profitant des troubles, et retourne en Allemagne, dans un pays en proie à l'agitation révolutionnaire. Il poursuit sa carrière de fonctionnaire sous la république de Weimar. Il est d'abord assesseur en janvier 1919 à Pless, puis conseiller en 1921 au Landrat de Lublinitz dans la province de Haute-Silésie. Il est au Landrat d'Oppeln en 1923 et élu du parti Zentrum au Landtag de l'État libre de Prusse à Berlin, mais il doit démissionner, ainsi que de son poste à Oppeln à cause de l'arrivée au pouvoir du nouveau chancelier Hitler en 1933.
Le comte von Matuschka travaille alors au ministère de l'intérieur de l'État libre de Prusse et dans l'administration de la province de Silésie à Breslau, grâce à l'appui de son ami le comte Peter Yorck von Wartenburg, où il noue des liens avec un autre opposant au national-socialisme, Fritz-Dietlof von der Schulenburg.
En décembre 1941, le comte est nommé directeur du conseil économique pour la nouvelle région (Regierungsbezirk) annexée en 1939 de Kattowitz (Katowice en polonais), où il travaillait au redressement économique depuis le début de l'année. Il était censé devenir le chef de l'administration de Silésie, selon les plans des membres du complot du 20 juillet 1944.
Il est arrêté le lendemain de l'échec de l'attentat, à cause de ses rapports avec le cercle de Kreisau et de son amitié avec Hans Lukaschek et Paulus van Husen (de). Il est condamné à mort par le Volksgerichtshof, le 14 septembre 1944. Il est pendu le même jour avec l'abbé Wehrle, le comte Heinrich zu Dohna-Schlobitten et Nikolaus von Üxküll-Gyllenband.
De son épouse, née comtesse Pia von Stillfried und Rattonitz, il avait trois fils et une fille qui épousera en 1960 Dirk von Haeften, fils d'un autre opposant au régime national-socialiste, Hans Bernd von Haeften.